# Tenomerga mucida
Лакомка бороздчатый (лат. Tenomerga mucida) — вид древних жуков из семейства лакомок.

## Описание
Одноцветный тёмно-бурый жук с узким телом 8,3—16,6 мм длиной и 2,8—4,5 мм шириной (соотношение длины тела к его ширине составляет 3,5). Ноги короткие, при опасности насекомое прячет их в выемки нижней стороны тела.

## Ареал
Обитает в неморальных лесах Восточной Азии от южного Приморья до юго-восточного Китая, Японских, Филиппинских и Гавайских (где вероятно интродуцирован) островов.

## Биология
Встречается редко. Развитие личинки происходит в очень твёрдой древесине валежника лиственных деревьев (вероятно дуба), из-за чего она имеет очень специализированное строение.